# Pierre-Hubert Nysten
Pierre-Hubert Nysten, född 30 oktober 1771 i Liège, död 3 mars 1818 i Paris, var en belgisk-fransk läkare.
Nysten är mest känd för sin tillsammans med Joseph Capuron och Jacques Simon Chaudé på Brossons initiativ efter hans anvisningar och på hans förslag 1810 utgivna andra upplagan av "Dictionnaire de médecine" (första upplagan utgavs 1806 av Capuron), vars tredje till nionde upplagor (1814–45) med föga rätt gick under Nystens namn ensamt. Detta verk, som varit av stor betydelse för det medicinska studiet i Frankrike, blev sedermera utökat och fullständigt omarbetat i tionde upplagan (1855) av E. Littré och Ch. Robin (från och med 12:e upplagan, 1865, försvann Nystens namn från titelbladet; 18:e upplagan 1897).